# Шильтігайм (кантон)
Ши́льтігайм (фр. Schiltigheim) — кантон у Франції, в департаменті Нижній Рейн регіону Ельзас-Шампань-Арденни-Лотарингія.

## Склад кантону
Кантон включає в себе 2 комуни:
| Код INSEE | Комуна     | Площа | Населення, осіб | Рік  |
| --------- | ---------- | ----- | --------------- | ---- |
| 67043     | Бішайм     | 4,41  | 17432           | 2013 |
| 67447     | Шильтігайм | 7,63  | 31450           | 2013 |

## Консули кантону
| Період    | Консул             | Посада                                   |
| --------- | ------------------ | ---------------------------------------- |
| 1979—1992 | Alfred Muller      | Мер муніципалітету Шильтігайм            |
| 1992—1998 | Christian Fiegel   | Заступник мера муніципалітету Шильтігайм |
| 1998—2004 | Alfred Muller      | Мер муніципалітету Шильтігайм            |
| 2004—2011 | Andrée Munchenbach | Член ради муніципалітету Шильтігайм      |